# Телекритика
«Телекритика» — у минулому українське інтернет-видання медіапубліцистики що проіснувало з 2001 по 2020 рік. Видання висвітлювало медіаринок України. «Телекритика» відіграла важливу роль у «журналістській революції», що передувала Помаранчевій революції 2004 року.
Сайт початково створено у 2001 році за фінансового сприяння Посольства США в Україні та міжнародної громадської організації «Інтерньюз-Україна», згодом протягом перших кількох років, сайт фінансово підтримували Фонд «Національний інститут демократії» (США), Фонд «Відродження» та інші західні грантодавці. З 2011 року сайт належить групі компаній «1+1 медіа», до того сайт з 2001 по 2011 роки належив медіа-холдингу «Главред-медіа».
З початку 2016 року, після відходу з Телекритики колишньої шеф-редакторки Наталії Лигачової та її команди, дизайн сайту було змінено й відтоді весь контент на сайті у двох мовних версіях — українською та російською.
26 листопада 2020 року 1+1 media закрили Телекритику.

## Історія
Видання засноване заслуженою журналісткою України Наталією Лигачовою, колишньою співробітницею газети «День» (1996—2001), яка вела у ній постійну телепубліцистичну колонку.
Для підтримки сайту було засновано громадську організацію «Телекритика», яка працювала в партнерстві з МГО «Інтерньюз-Україна».
З 2004 року виходив однойменний щомісячний журнал «Телекритика» (головний редактор — Євген Мінко).
У 2004—2006 роках журнал готувався колективом ГО «Телекритика», однак з того часу пережив два ребрендинги і публікував унікальні матеріали, що не дублювали інтернет-видання.
У 2007 році для ефективнішого менеджменту проєктом було створено ТОВ «Телекритика». Партнером засновників «Телекритики» став медіахолдинг «Главред-медіа» (власник — Ігор Коломойський).
У 2008 році на базі «Телекритики» було започатковано блог про зірок та медіаплітки «Дуся» (головний редактор — Олеся Савенко), що відрізняється скандальним стилем публіцистики вигаданої авторки Дусі Катасонової.
У 2009 році «Телекритикою» було також запущено проєкт «Медіаблоги», що є мережею блогів медійної тематики.
У 2015 році команда «Телекритики» на чолі з Наталією Лигачовою залишає холдинг «1+1 медіа». Холдинг не погодився віддати ГО «Телекритика» однойменний сайт і підсайт «Дуся». 27 квітня 2016 року ГО «Телекритика» змінила назву на «Детектор медіа». Невдовзі був створений однойменний сайт «Детектор медіа», який позиціонує себе як незалежне джерело новин про ЗМІ в Україні.
З листопада 2015 по 27 липня 2017 головним редактором «Телекритики» був журналіст Антон Онуфрієнко.
Після відходу Онуфрієнка, тимчасово виконувати обов'язки шеф-редактора став колишній журналіст і радіоведучий «Радіо Вєсті» Дмитро Терешков.
Наприкінці листопада 2018 року видання оголосило про ребрендинг. Ресурс оновил логотип, презентував новий сайт, а також анонсував реновацію подачі контенту. Над проєктом перезапуску онлайн-медіа працювала команда 1+1 Digital. Однією з головних змін «Телекритики» став адаптивний вебдизайн, який забезпечує коректне відображення контенту на екранах різних пристроїв. Також редакція відмовилася від концепції «безкінечної» новинної стрічки та ввела нумерацію сторінок по блоках. Було також оголошено, що зміни торкнуться таблоїда «Дуся», який перестане існувати у текстовому форматі та стане окремим проєктом поза сайтом онлайн-видання.
26 листопада 2020 року медіахолдинг «1+1 media» заявив про закриття сайту «Телекритика» 